# Kalcit
Kalcit (Haidinger, 1845), chemický vzorec CaCO3 (uhličitan vápenatý), je klencový minerál.
Název pochází z latinského slova calx – vápno.

## Původ
Krystalický kalcit vzniká především na hydrotermálních žílách různého původu, kde často tvoří masivní výplně či krystaly do dutin. Vyskytuje se samostatně i společně s mnoha dalšími minerály, běžný bývá například na rudních žílách. V ohromném množství vzniká chemickým srážením a sedimentací schránek mrtvých živočichů na mořském dně v podobě vápence. Pokud je smíchán s úlomky dalších hornin, jedná se nejčastěji o slínovce a vápnité jílovce. Poměrně vzácně může vznikat i z karbonátového magmatu v podobě karbonatitů. Přeměnou (metamorfózou) kalcitických hornin vznikají nejčastěji mramory (obvykle z vápenců).

## Morfologie
V příznivých podmínkách tvoří krystaly značné velikosti, jinak známe zrnité, krápníkovité, stébelnaté a vláknité agregáty. Může být i celistvého vzhledu bez patrných krystalů.

## Vlastnosti
- Fyzikální vlastnosti: Lze rýpat nožem (má tvrdost 3), hustota 2,6 – 2,8 g/cm³, výborně štěpný podle klence, křehký.
- Optické vlastnosti: Barva: bezbarvý, bílá, žlutavá, červená, šedá, hnědá až černá. Vryp je bílý s odstínem podle zabarvení, které způsobují příměsi Mg, Fe, Mn, Ba, Sr, Pb, Zn. Chemicky čistý kalcit je průhledný, jinak průsvitný. Lesk skelný až perleťový.
- Chemické vlastnosti: Při žíhání plamenem puká a uvolňuje se z něho CO2. Vzniklý CaO barví plamen cihlově červeně. Při styku s kyselinou se uvolňuje CO2 a šumí, obzvláště bouřlivě probíhá jeho reakce s HCl.

## Odrůdy kalcitu
- islandský vápenec – čirý, chemicky čistý kalcit, při průchodu světelného paprsku dochází k dvojlomu, tento jev objevil Rasmus Bartholin. Tohoto jevu prý využívali Vikingové při navigaci lodí k určení polohy Slunce při zamračené obloze.
- manganokalcit – s příměsí manganu
- plumbokalcit – s příměsí olova
- stronciokalcit – s příměsí stroncia aj.

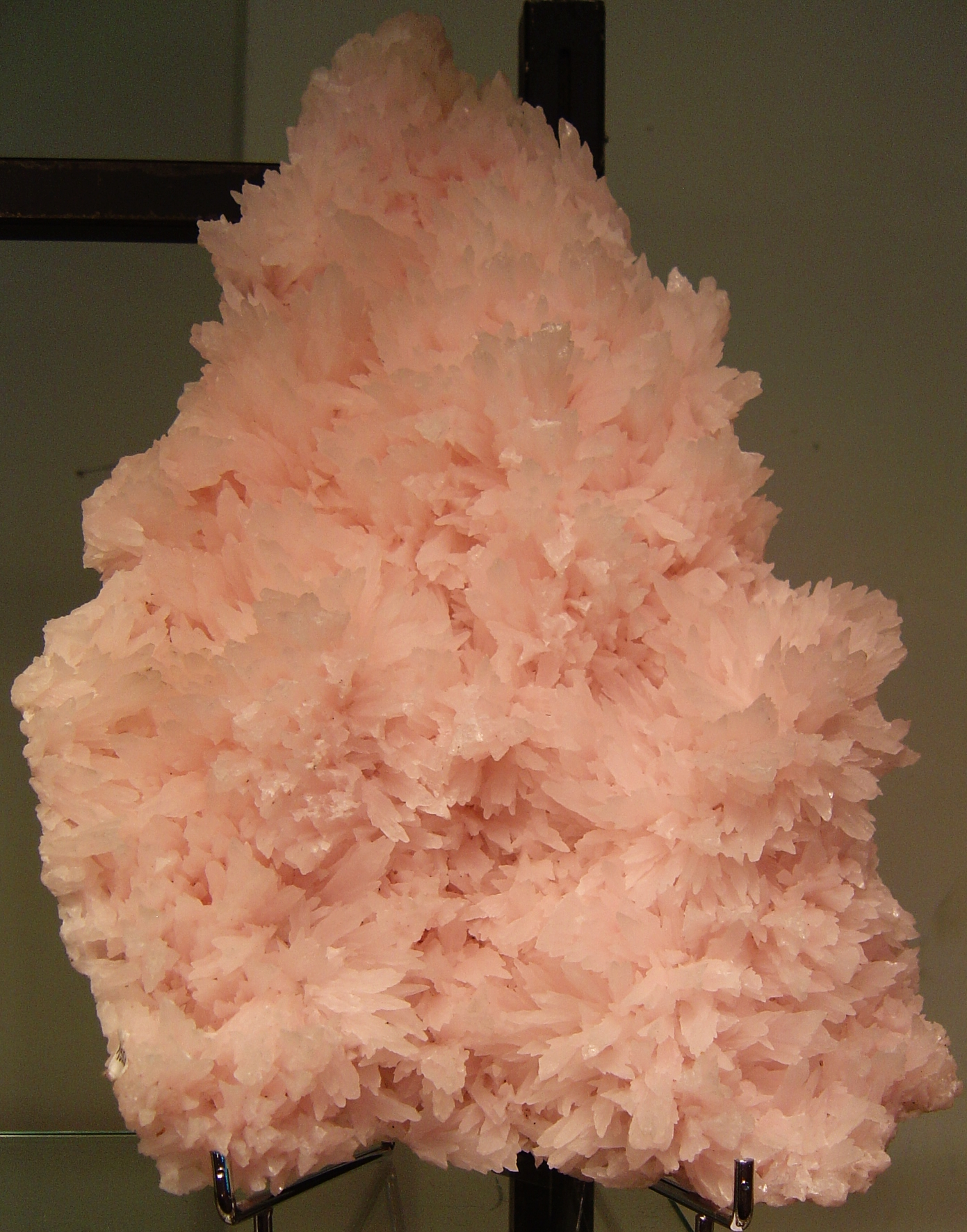
Manganokalcit
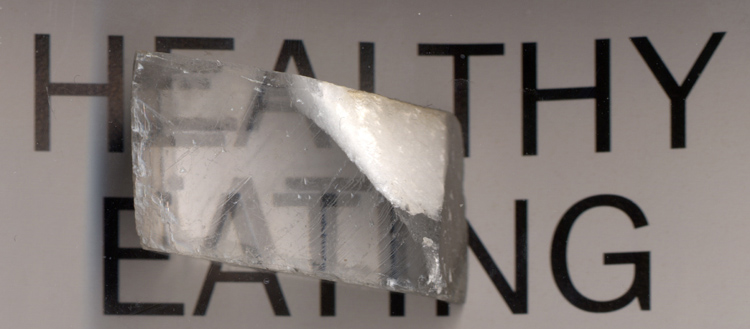
Dvojlom u islandského vápence
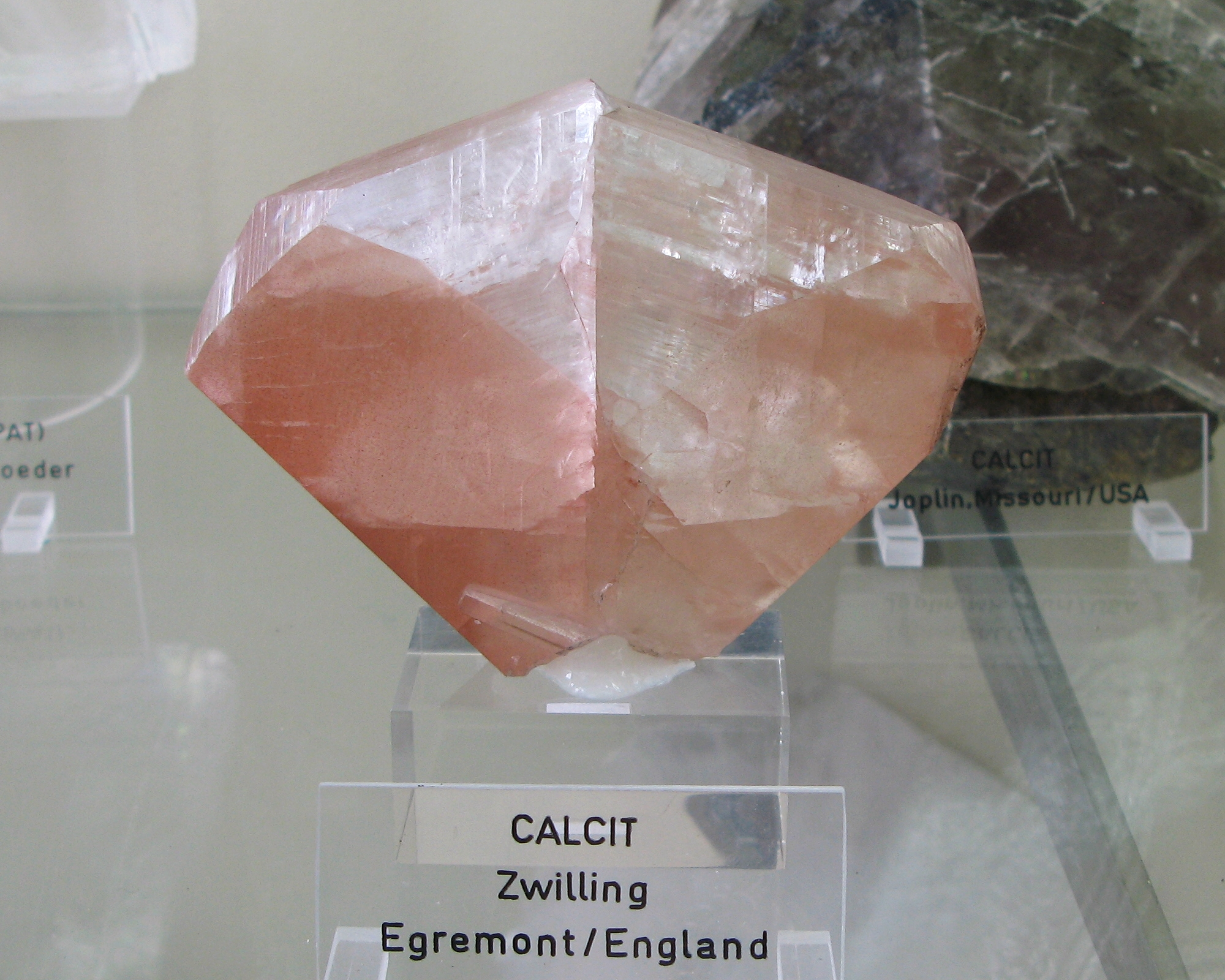
Dvojčatný srůst

## Využití
Krystaly dvojlomného islandského vápence se používají jako polarizační hranoly (nikoly). Další využití kalcitu je ve stavebnictví jako stavební kámen, k výrobě vápna a cementu, v hutnictví jako přísada do vysokých pecí, jako dekorační materiál na obklady či ozdobné předměty, ve sklářství se používá k homogenizaci skla.

## Naleziště
Patří mezi nejrozšířenější minerály v zemské kůře. Tvoří podstatnou část vápencových usazených hornin (vápenec, křída, opuka, travertin) a hornin vzniklých jejich přeměnou (metamorfózou).
Největší množství kalcitu se vyskytuje ve vápencích, mramorech, travertinech a podobných horninách, které tvoří mohutné vrstvy po celém světě. V Česku např. Český kras a Moravský kras, Prachovice, v Evropě např. Alpy, Karpaty.
Krystaly nalezneme na rudních žilách, v dutinách čedičů nebo vápenatých hornin a vápenců.
- Česko: rudní žíly v Příbrami, dutiny vápenců ve Štramberku a Prachovicích a v lomech v okolí Mořiny
- Slovensko: Banská Štiavnica, Rudňany, Stratená
- Německo: např. Freiberg
- Island: Helgustadir (nalezen krystal 6 × 2 m)
- USA: Joplin (Missouri), Elmwood (Tennessee), Itseberg (Nové Mexiko)
- Rusko: Dalněgorsk
- Švédsko: Malmberget